# 天蓝苜蓿
天蓝苜蓿（学名：Medicago lupulina）为豆科苜蓿属下的一个种。

## 扩展阅读
- 維基物種上的相關：天蓝苜蓿